# Lightning (Schiff, 1941)
HMS Lightning (G55) war ein britischer Zerstörer der acht am 31. März 1938 bestellten L-Klasse der Royal Navy. Der Zerstörer wurde im Mai 1941 von der Bauwerft Hawthorn, Leslie & Co. abgeliefert. Er wurde als viertes Schiff der neuen L-Kasse fertiggestellt und war das erste Schiff der Klasse mit den für die Klasse neuentwickelten Doppellafetten für neue 120-mm-Geschütze. Schwierigkeiten mit der Lieferung der wie ein Geschützturm wirkende Lafette hatten nicht nur die Fertigstellung der Lightning verzögert, sondern auch zur Umbewaffnung von vier Schiffen der Klasse geführt, von denen drei vor der Lightning in Dienst kamen.
Die Lightning wurde im Zweiten Weltkrieg mit den Battle Honours Diego Suarez 1942 und Malta Convoys 1942 ausgezeichnet. Am 12. März 1943 wurde der Zerstörer im Mittelmeer durch das deutsche Schnellboot S 55 der 3. Schnellboot-Flottille unter dem Kommando von Oberleutnant zur See d. R. Horst Weber nördlich von Bizerta auf 37° 53′ 0″ N, 9° 50′ 0″ O versenkt.

## Geschichte des Zerstörers
Die Lightning wurde mit dem Schwesterschiff Legion am 31. März 1938 bei Hawthorn, Leslie & Co. in Hebburn am Tyne in Auftrag gegeben. Die Kiellegung des zweiten Schiffes (Lightning) erfolgte schon 14 Tage nach dem ersten Schiff am 15. November 1938. Das Schwesterschiff Legion lief am 26. Dezember 1939 als erstes Schiff der neuen Klasse vom Stapel und die Lightning folgte als zweites Schiff der Klasse am 22. April 1940.

Der Neubau wurde das zehnte Schiff der Royal Navy mit dem Namen Lightning, den zuvor ein Torpedobootszerstörer von 1896 bis 1915 geführt hatte. Dieser von Palmers gelieferte „27-knotter“ gehörte seit 1912 zur A-Klasse und sank im Ersten Weltkrieg nach einem Minentreffer. Die davor im Dienst der Navy stehende Lightning hatte Thornycroft 1876 geliefert und war das erste Torpedoboot der Navy.
Die Hauptbewaffnung der neuen Schiffe sollten drei Doppellafetten mit 120-mm-Kanonen bilden. Die Geschütze waren eine Neuentwicklung mit einem längeren Geschützrohr und einem schwereren Geschoss. Die neuentwickelten Doppellafetten waren einem Waffenturm ähnlich. Sie boten Wetterschutz und erlaubten mit 50° eine größere Elevation. Die Fertigung der neuen Waffen konnte allerdings mit der Fertigung der Zerstörerrümpfe nicht mithalten.

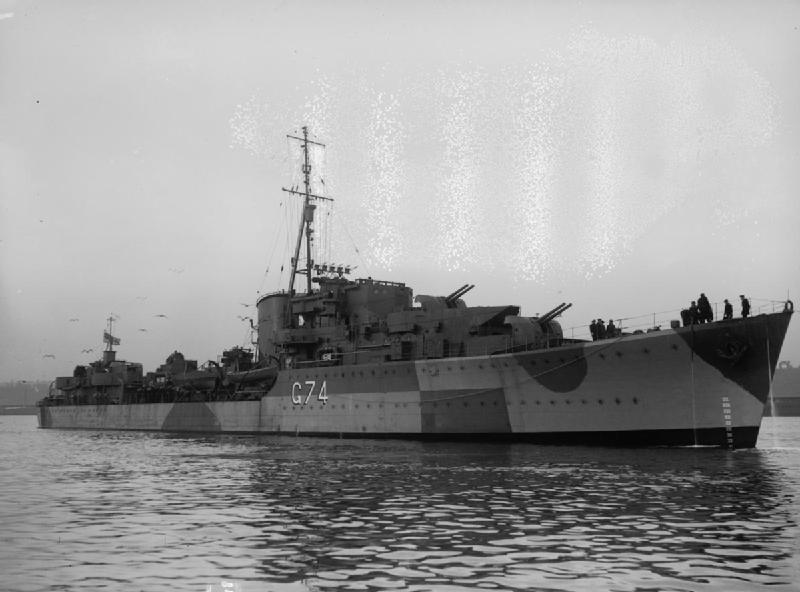
Die gleichzeitig bei Hawthorn, Leslie gebaute Legion mit den 102-mm-Zwillingen

Schon im Februar 1940 entschloss sich die Royal Navy, vier der neuen Zerstörer (Legion, Gurkha (ex Larne), Lance und Lively) mit bewährten 102-mm-Mark.XVI-Zwillingsgeschützen als Hauptbewaffnung auszustatten, da ein dringender Bedarf an schnellen Geleitfahrzeugen mit starker Luftverteidigungsfähigkeit bestand. Allerdings wurde die umkonstruierten Schiffe auch nicht viel schneller fertig; nur drei von ihnen wurden geringfügig eher vor der Lightning abgeliefert, die wegen der verspäteten Lieferung der Hauptbewaffnung erst am 28. Mai 1941 als viertes Schiff der L-Klasse und als erstes Schiff mit den neu entwickelten Geschützen in den Dienst bei der Royal Navy kam. Ein großes Teil ihrer Besatzung stammte von dem Tribal-Zerstörer Ashanti, der nach einer Kollision im Herbst 1940 vorübergehend außer Dienst gestellt worden war.
Bei ihrer Fertigstellung führte die Lightning neben den drei Doppellafetten mit den 120-mm-L/50-Kanonen auch noch ein 102-mm-L/45-Mk.V-Geschütz an Stelle des ursprünglich vorgesehenen hinteren Torpedorohrsatzes. Dieser Einbau erfolgte auch auf den folgenden elf Zerstörern der L- und M-Klasse mit den neuen 120-mm-Zwillingsgeschützen, da die Admiralität weiterhin die hinreichende Ausstattung der Zerstörer zur Abwehr von Luftangriffen auf Flottenverbände bezweifelte. Für die Nahbereichsflugabwehr verfügte die Lightning über eine Vierlings-2-pdr-40-mm-Pompom hinter dem Schornstein, zwei einzelne 20-mm-Oerlikon-Maschinenkanonen sowie zwei schwere Vierlings- und zwei 12,7-mm-Vickers-Zwillings-Maschinengewehre. Dazu kamen noch ein Vierlings-21-Zoll-Torpedorohrsatz (statt ursprünglich geplanter zwei Fünffachsätze) und 45 Wasserbomben.
Die Maschinengewehre wurden während der Dienstzeit des Schiffes durch vier weitere Oelikon-Kanonen ersetzt.

### Einsatzgeschichte

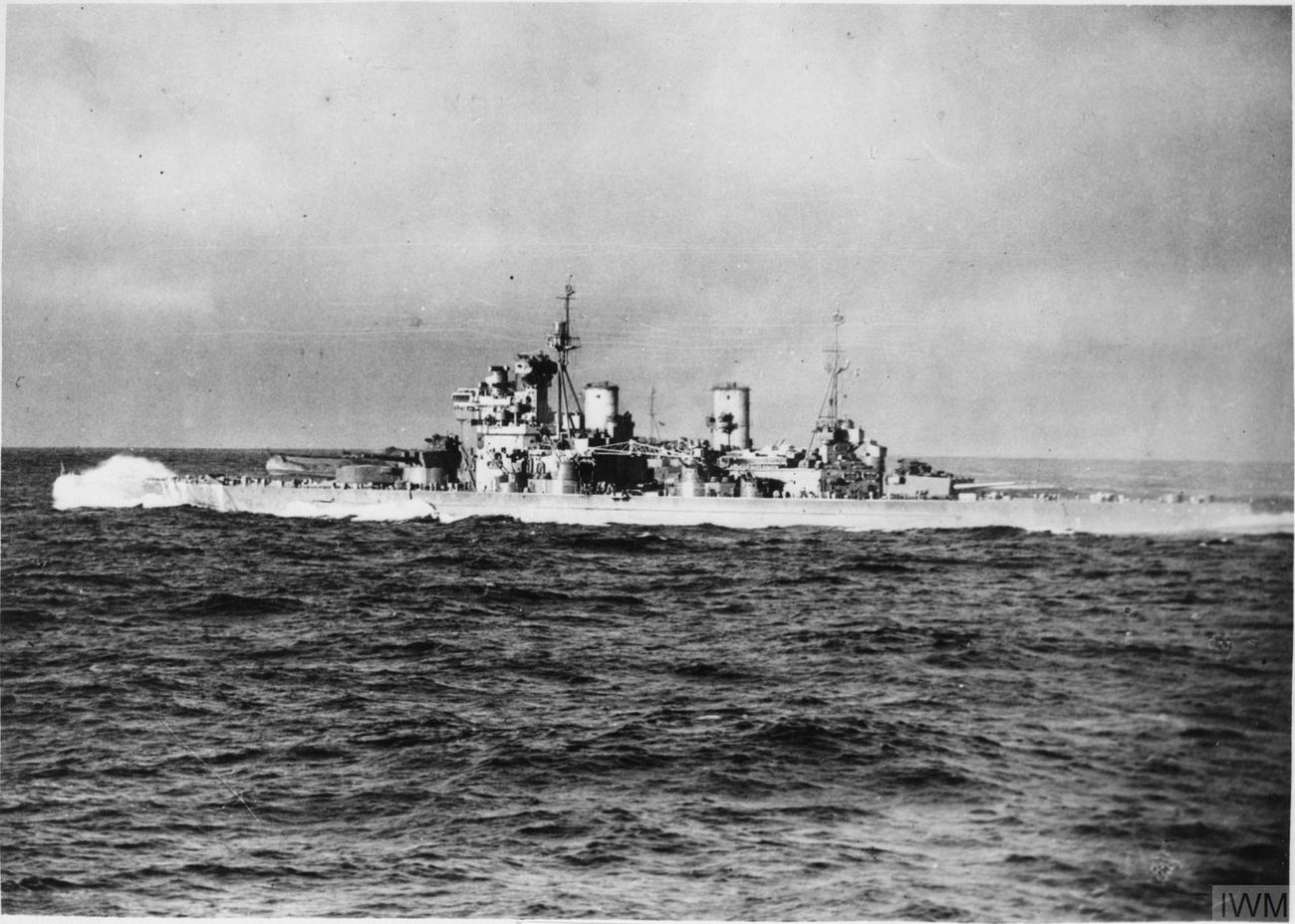
Schlachtschiff Duke of York

Der neue Zerstörer verlegte zu letzten Tests und zum Einfahren der Besatzung nach Scapa Flow zur Home Fleet und wurde der 19. Zerstörerflottille zugeteilt. Im Juli war der Zerstörer für eine Versorgungsoperation zum britischen Stützpunkt Malta vorgesehen und daher als Sicherung dem Geleitzug WS 9C zugeteilt, der am 12. Juli 1941 den Clyde verließ. Aus einem Teil des Konvois wurde in Gibraltar, der Nachschubkonvoi GM 1 mit dem Truppentransporter Leinster, der schon beim Auslaufen durch eine Grundberührung ausfiel, sowie den Frachtern Melbourne Star, Sydney Star, City of Pretoria, Port Chalmers, Durham und Deucalion für Malta. Die Sicherung dieser Operation Substance übernahm die die Force H unter Vizeadmiral Somerville mit dem Schlachtkreuzer Renown, dem Träger Ark Royal, dem Kreuzer Hermione und acht Zerstörern. Zur Unterstützung hatte die Home-Fleet das Schlachtschiff Nelson, drei Leichte Kreuzer, die Manxman und neben der Lightning noch die Zerstörer Cossack, Maori, Sikh und die australische Nestor sowie drei Geleitzerstörer entsandt. Da die Italiener die Zusammensetzung des Konvois nicht rechtzeitig erkannten, setzten sie keine schweren Flotteneinheiten gegen den britischen Vorstoß ein. Der Angriff eines italienischen U-Boots blieb erfolglos. Italienische S 79-Torpedoflugzeuge erzielten am 23. einen Treffer auf dem Kreuzer Manchester, der dann nur noch 9 kn laufen konnte und mit 750 eingeschifften Soldaten an Bord unter dem Schutz der Avon Vale nach Gibraltar zurückkehrte. Durch Luftangriffe getroffen wurden auch die Zerstörer Firedrake, die in Begleitung der Eridge den Rückmarsch antrat, sowie die Fearless, die schwer beschädigt und brennend aufgegeben wurde und vom Schwesterschiff Forester versenkt wurde. Am 24. griffen bei Pantelleria zwei Schnellboote den Konvoi an und torpedierten die Sydney Star (12.696 BRT). Die australische Nestor übernahm 487 eingeschiffte Soldaten, der Transporter lief mit eigener Kraft weiter und erreichte Malta. Von dort liefen sieben leere Transporter zur vor Algerien wartenden Force H. Durch die weiteren Luftangriffe wurde nur ein leerer Tanker beschädigt.

Der Ausfall der Leinster und die Rückkehr der Manchester führten zu einem Anschlusseinsatz der Lightning, die mit den Kreuzern Arethusa und Hermione, dem schnellen Minenleger Manxman und dem Zerstörer Sikh noch 1750 Mann für Malta bestimmtes Personal zusammen mit 130 t Nachschub von Gibraltar nach Malta transportierten. Die Schiffe, die gleichzeitig zu einem Trägerangriff der Force H auf Alghero (Operation Style) operierten, erreichten Malta am 2. August, wurden entladen und kehrten umgehend zurück. Dabei schloss sich die Lightning mit Sikh und Hermione der Sicherung der Ark Royal an.

Am 8. August 1941 verließ die Lightning mit den Zerstörern Cossack, Maori und Sikh Gibraltar, um die Renown, die zu Überholungsarbeiten nach England lief und den Passagierdampfer Pasteur zu sichern.
Ab dem 19. August war der Zerstörer wieder bei der Home Fleet im Einsatz und sicherte dabei unter anderem zusammen mit dem Kreuzer Kenya einen Minenlegereinsatz der Manxman vor der norwegischen Küste.
 Am 17. September wurde die Lightning erneut einer Nachschuboperation für Malta (Operation Halberd) zugeteilt. Für diese Operation wurden von der Home Fleet zwei Schlachtschiffe, vier Kreuzer und fünf weitere Zerstörer als Sicherung des Truppengeleits WS 11X nach Gibraltar verlegt. Am 24. startete der Versorgungskonvoi GM.2 von Gibraltar nach Malta mit neun Transportern. Lightning befand sich in der Deckungsgruppe I (Force H) mit Somerville´s Flaggschiff Nelson, der Ark Royal, dem Kreuzer Hermione und fünf weiteren Zerstörern, darunter die Laforey, der Flottillenführer der L-Klasse und der „19th Destroyer Flotilla“. Die vier Zerstörer der Klasse mit der veränderten Bewaffnung (Gurkha, Legion, Lance, Lively) waren während der Operation Halberd bei der Deckungsgruppe II im Einsatz.

Für die Lightning war diese Konvoisicherung die intensivste Kampferfahrung, da die Deutschen den Geleitzug im wieder aus der Luft angriffen, die dabei alle Angriffsformen einsetzten. Am 27. September 1941 um 13:40 Uhr wäre die Lightning beinahe getroffen worden, als ein Lufttorpedo das Schiff nur um etwa 20 Yards verfehlte.

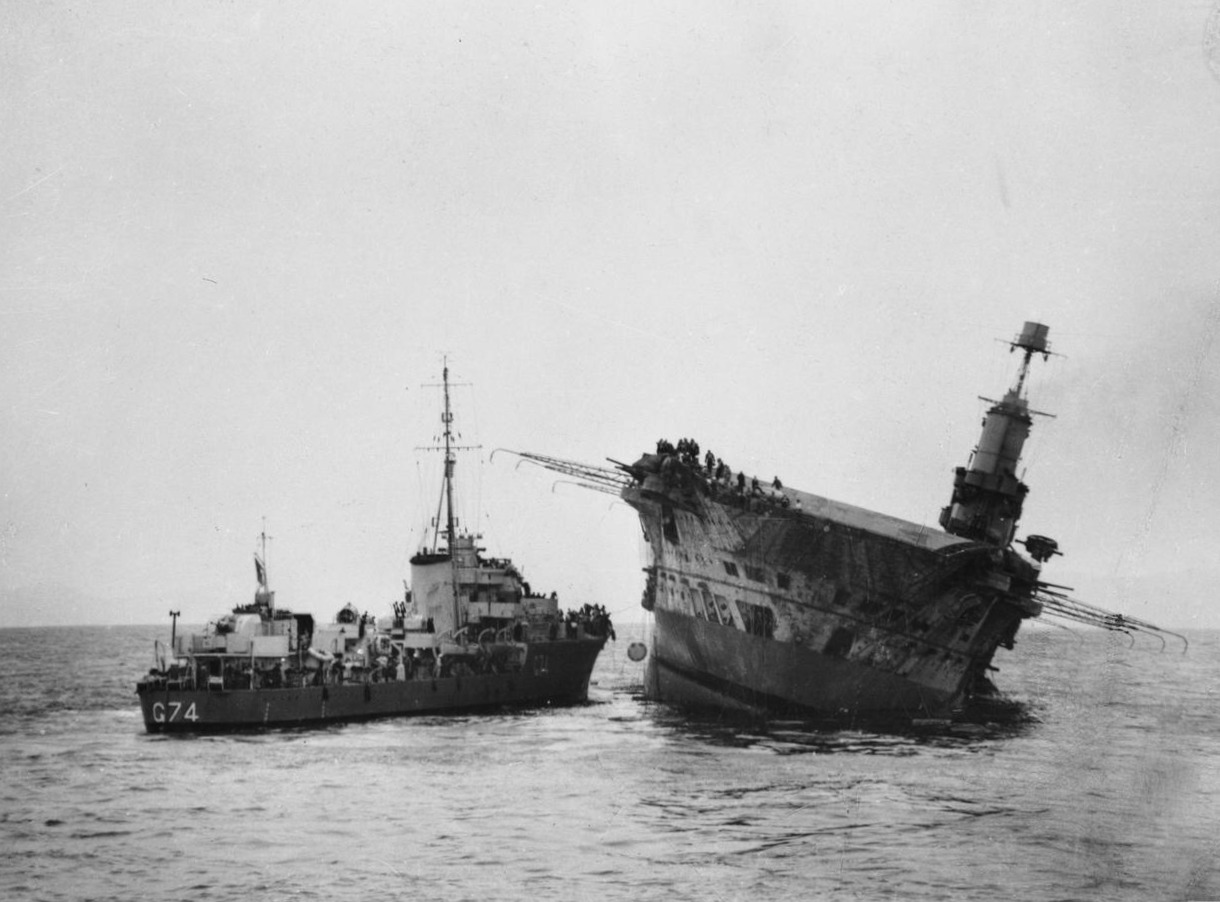
Ark Royal mit starker Schlagseite

Nach der Operation kehrte der Zerstörer ab dem 2. Oktober 1941 im Sicherungsverband der Prince of Wales wieder zur Home Fleet zurück, um dann Ende des Monats zur Force H in Gibraltar versetzt zu werden. Der Zerstörer wurde sowohl zur Konvoisicherung von Gibraltar bis in die Biskaya und zurück als auch zur Sicherung von Einheiten der Force H im Mittelmeer eingesetzt, insbesondere wenn Träger Jagdflugzeuge nach Malta einflogen. So begleitete sie ab dem 10. November 1941 die Flugzeugträger Ark Royal und Argus, das Schlachtschiff Malaya, die Hermione sowie die sechs Zerstörer Laforey, Gurkha, Legion, Sikh, Zulu und die niederländische Isaac Sweers ins westliche Mittelmeer, wo von den Trägern 37 Hurricane-Jäger nach Malta starteten. Auf dem Rückmarsch von der planmäßig durchgeführten Operation griffen am 13. November U-Boote den Verband an und U 81 (Kapitänleutnant Guggenberger) torpedierte die Ark Royal, die am nächsten Tag im Schlepp nach der Rettung der Besatzung noch 25 sm vor Gibraltar sank. Lightning hatte am 13. schon die auf dem Träger nicht mehr benötigten Besatzungsmitglieder übernommen.
Am 11. Dezember 1941 verließ Lightning mit Harvester und Highlander Gibraltar, um im Atlantik die Duke of York zu treffen und es in die USA zu eskortieren. Auf dem Schlachtschiff reisten Winston Churchill und die britischen Stabschefs zur Arcadia-Konferenz in Washington. Bei sehr schlechtem Wetter fanden die Zerstörer am Abend des 17. das Schlachtschiff und wurden drei Tage später bei weiterhin sehr schlechtem Wetter nach Ponta Delgada zum Auftanken entlassen, während das Schlachtschiff allein die Fahrt in die USA fortsetzte. Die Zerstörer liefen über Bermuda bis zum 31. Dezember nach Newport News.

#### 1942
Die Rückreise des Verbandes erfolgte ab dem 12. Januar 1942 mit dem Schlachtschiff Duke of York und den drei Zerstörern über St. John’s (Neufundland) bis zum 25. Januar 1942 nach Greenock; Churchill flog allerdings mit einem Boeing-Flugboot zurück nach Großbritannien.
Am 4. Februar 1942 nahm die Lightning wieder ihren Dienst bei der Force H in Gibraltar auf.
Sie war Ende Februar an einem Versuch der Force H beteiligt, bei dem Jagdflugzeuge von den Flugzeugträgern Argus und Eagle nach Malta überführt werden sollten, der südlich der Balearen wegen Problemen mit den zusätzlichen Treibstofftanks der Flugzeuge für den Überführungsflug abgebrochen wurde.

Bei der Wiederholung dieses Vorhabens Anfang März starteten südlich der Balearen fünfzehn Spitfire-Jäger von den Trägern nach Malta und erreichten die Insel. Die Sicherung der beiden Träger bestand aus dem Schlachtschiff Malaya, dem Kreuzer Hermione und den Zerstörern Laforey, Active, Anthony, Whitehall und Wishart neben der Lightning sowie drei Hunt-Geleitzerstörern.
Am 14. März erlitt die Lightning einen schweren Schaden an ihrem Ruder, als bei der Teilnahme an einer U-Boot-Suche in der Straße von Gibraltar eine eigene Wasserbombe vorzeitig explodierte. Der Zerstörer fiel wegen der Reparatur bis zum Monatsende aus. Er wurde dann der geplanten Operation Ironclad gegen Madagaskar zugeteilt und verließ dazu am 1. April Gibraltar zusammen mit Malaya, Hermione, Laforey, Lookout und Duncan Richtung Freetown.
Der Marsch nach Südafrika erfolgte als Sicherung des Truppengeleits WS 17, aber auch in Kriegsschiffsgruppen. Zum Auftanken und Versorgen lief der Zerstörer nach Freetown auch noch St. Helena, Kapstadt und Durban an, das dann am 28. April zum Angriff auf die von Vichy-Frankreich beherrschte Insel verlassen wurde.
Die Landung der britischen Truppen erfolgte am 4. Mai nahe dem französischen Flottenstützpunkt Diego Suarez. Die Invasionsflotte bestand neben den Landungsschiffen und Transportern aus dem Schweren Kreuzer Devonshire, elf Zerstörern – darunter Lightning und ihre Schwestern Laforey und Lookout, acht Korvetten der Flower-Klasse und vier Minensuchern.
Die Lightning zeichnete sich durch präzise Artillerieunterstützung der Landungstruppen aus.
Auch nach der Kapitulation von Diego Suarez verblieb sie im Seegebiet um Madagaskar, suchte nach feindlichen U-Booten und unterstützte die weitere Besetzung der Insel. Ende Mai verlegte sie dann mit der Laforey zur Eastern Fleet über die Seychellen nach Colombo.
Im Juni war sie als Sicherungszerstörer an einigen Vorstößen der Eastern Fleet unter anderem mit den Trägern Illustrious und Indomitable beteiligt. Ende Juli kehrte der Zerstörer wieder an die ostafrikanische Küste zurück, um ab Mombasa mit den vorgenannten Schwesterschiffen die Sicherung des Trägers Indomitable zu bilden, der auch für eine neue Versorgungsoperation für das heftig bedrängte Malta benötigt wurde. Über Durban, Kapstadt und Pointe-Noire (Belgisch-Kongo) marschierte der Verband bis zum 28. Juli nach Freetown, wo der Flakkreuzer Phoebe den Verband verstärkte. Ab dem 1. August wieder in See, entdeckte der Zerstörer am Abend die drei Rettungsboote des norwegischen Tankers Tankexpress und übernahm die 39 Schiffbrüchigen und einen kleinen Hund. Die Besatzung der Tankexpress hatte seit der Versenkung ihres Schiffes sieben Tage und sechs Stunden zuvor über 500 Seemeilen zurückgelegt. Um die Aufenthaltsbedingungen der Geretteten zu verbessern, wurden 19 Mann an die Phoebe abgegeben.
Am 4. wurde die Lightning in See vom Träger betankt, da der Verband am folgenden Tag westlich von Gibraltar an einer Übung teilnahm, um Taktiken und Manöver zur Verteidigung des geplanten Malta-Konvois zu üben. Neben einigen Handelsschiffen nahm vier Träger, drei Kreuzer und insgesamt zehn Zerstörer an der Übung teil (Exercise Berserk).
In Gibraltar gab die Lightning die norwegischen Schiffbrüchigen an Land und ging am 10. August mit der Lookout als Teil der Sicherung des Trägers Furious in See, der 38 Spitfires nach Malta überführen sollte (Operation Bellows), zeitgleich mit dem Nachschubkonvoi Pedestal (WS 21) mit dreizehn Transportern und einem Tanker. Als am 11. südlich der Balearen die Spitfires von der Furious zu ihren fast 1100 km langen Flug nach Malta starteten, wurde in der Nähe der Träger Eagle von U 73 torpediert und sank schnell. Lightning, Lookout und Laforey wurden zur Unterstützung entsandt und konnten zusammen mit einem Schlepper noch 927 Überlebende retten. Die Schiffbrüchigen wurden dann an mit der Furious planmäßig zurückmarschierende Einheiten wie die Keppel abgegeben. Die drei Zerstörer der L-Klasse blieben beim Deckungsverband, der seit dem 11. abends Ziel von Luftangriffen war.
Am 12. drängte die Lightning mit Foresight und Fury  das italienische U-Boot Brin ab. Als am Nachmittag der Träger Indomitable schwer getroffen wurde und in Brand geriet, wurden Somali, Lightning, Lookout und der Flakkreuzer Charybdis zur Unterstützung des Trägers abgeordnet, bis das Feuer gelöscht werden konnte und der Träger wieder mit höherer Fahrt den Rückmarsch antreten konnte.
Am 13. bildete Lightning mit Laforey, Lookout und der Quentin sowie dem Kreuzer Phoebe die Sicherung des letzten verbliebenen Trägers Victorious  westlich der Straße von Sizilien, die als Force Z auf den Rückmarsch der beim Konvoi bis Malta verblieben Einheiten, mit denen dann am 14. der Rückmarsch nach Gibraltar angetreten wurde.

siehe auch Operation Pedestal
Betankt und versorgt nahmen Lightning, Laforey und Lookout zusammen mit dem Flakkreuzer Charybdis und den weiteren Zerstörern Antelope, Wishart, Malcolm , Keppel, Eskimo. Somali, Venomous sowie den Hunt-Zerstörern Derwent und Bicester ab dem 16. bis zum 21. an einer weiteren Flugzeugüberführung der Furious nach Malta (Operation Baritone) teil, bei der 29 der nach Malta gestarteten 32 Spitfires die Insel erreichten. Ab dem 24. marschierte die Lightning zusammen mit der am Bug beschädigten Ithuriel sowie den Geleitzerstörern Bramham und Ledbury als Sicherung der beschädigten Indomitable von Gibraltar nach Liverpool und dann allein über Scapa Flow und Sheerness zur Überholung zum Chatham Dockyard, wo am 1. September 1942 die Arbeiten begannen.
Am 19. November traf die Lightning wieder in Scapa Flow ein, um die neue Besatzung einzufahren. Am 7. Dezember verlegte sie mit der Laforey nach Greenock, um mit dem Konvoi KMF 5 nach Gibraltar und ins Mittelmeer zu verlegen. Am vom 15. bis zum 20. blieb der Zerstörer bei sehr stürmischen Wetter am Konvoi von den North Western Approaches bis Gibraltar und dann weiter nach Algier. Sie nahm ab dem 21. an den Rettungsoperationen teil, als die Strathallan (23.772 BRT), das Schiff des Commodore des Konvois, vor der algerischen Küste torpediert wurde. Der brennende Transporter hatte 4408 britische und amerikanische Soldaten und 248 Krankenschwestern an Bord. Gleich nach dem Torpedotreffer hatte man mit der Evakuierung des Schiffes begonnen. Die Rettungsboote des Transporters mit 1300 Schiffbrüchigen schleppte der Zerstörer Verity nach Oran. Laforey versuchte die Strathallan, die durch in den Maschinenraum eindringendes Öl auch noch in Brand geriet, abzuschleppen und wurde vom Schlepper Restive unterstützt. Die noch an Bord befindlichen Soldaten übernahmen andere Zerstörer, unter anderem Panther und Pathfinder. Lightning brachte die von ihr Geretteten schon am 22. in Oran an Land.
Am 23. kenterte der Transporter, nachdem auch die an Bord verbliebene Restbesatzung abgeborgen war und die Brände nicht mehr beherrschbar waren. Von den insgesamt 5122 Personen an Bord starben nur 16. Der Transporter war das zweitgrößte von einem deutschen U-Boot im Zweiten Weltkrieg versenkte Schiff.
Die Lightning nahm anschließend an einer Flottenübung teil. Der geplante Aufenthalt des Schiffes am ersten Weihnachtstag in Algier wurde wegen der Ermordung Admiral Darlans verschoben. Erst am 26. Dezember lief der Zerstörer Algier an und verließ den Hafen am 30., um künftig bei der Force Q in Bône (heute Annaba) eingesetzt zu werden.

#### 1943
Als die Lightning am 1. Januar 1943 in Bône eintraf, wurde sie Teil der dort stationierten Force Q zu der ihre Schwesterschiffe Laforey, Loyal und Lookout sowie die Kreuzer Ajax, Aurora, Penelope, Dido und Sirius gehörten. Schon am folgenden Tag führten die Achsenmächte einen schweren Luftangriff auf Bône durch und die Lightning musste für die vielen getroffenen Schiffe Feuerlöschtrupps abstellen.
Zu den Opfern gehörte auch der Kreuzer Ajax, der vom 7. bis zum 10. Januar nach Algier geschleppt wurde; Lightning und Loyal sicherten den Schleppzug und kehrten am 12./13. Januar wieder nach Bône zurück.
Die Vorstöße der britischen Force Q von Bône mit den Kreuzern Aurora, Penelope, Dido und Sirius blieben zumeist erfolglos. Die Zerstörer Lightning und Loyal versenkten am 18. Januar südlich von Sardinien den deutschen Frachter Favor (ex-franz. Ste Roseline, 1323 BRT) und wehrten auf dem Rückmarsch deutsch-italienische Luftangriffe ab.
Der Zerstörer Lightning verlegte dann nach Algier, um den Minenleger Abdiel beim Verlegen einer Minensperre vor der tunesischen Küste zu sichern. Die Operation wurde abgebrochen, als die Schiffe am 31. Januar von Schnellbooten angegriffen wurden. Lightning kehrte zur Force Q zurück. Im Februar verblieb sie bis auf eine kurze Unterbrechung durch eine Werftliegezeit in Algier dort. Bei einem erneuten Luftangriff auf Bône am 1. März 1943 starben auf der Lightning zwei Besatzungsangehörige und acht weitere wurden erheblich verletzt.

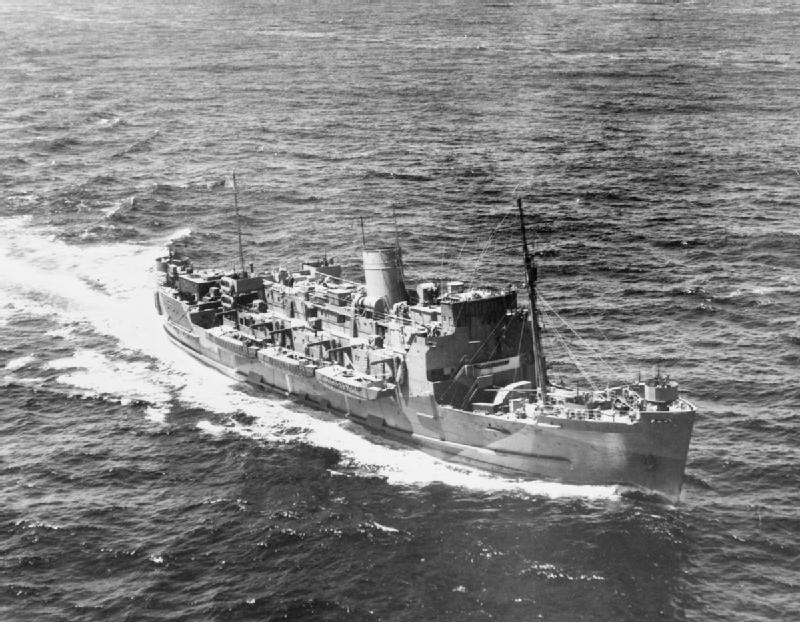
Die Royal Ulsterman

Ab dem 3. März sicherte der Zerstörer zusammen mit der Loyal die Abdiel beim Minenlegen nahe der Skerki Bank in der Straße von Sizilien. Sie sicherte den Minenleger auf dem Anmarsch von Algier, sicherte das Minenlegen gegen Norden und marschierte mit ihm nach Algier, um neue Minen nachzuladen. Beim zweiten Teil des Ausbringens der Minensperre sicherten auch noch die Zerstörer Pakenham und Paladin die Operation.
Nach der Sicherung des Rückmarschs der Abdiel nach Algier am 8. lief die Lightning bereits am 9. mit der als Fähre gebauten Royal Ulsterman wieder aus, die Truppen nach Bône transportierte. Auf dem Marsch wurden sie von gegnerischen Torpedoflugzeugen erfolglos angegriffen. Weitere Transporte folgten, an deren Sicherung dann auch die Loyal beteiligt war und zusätzlich auch der Transporter Royal Scotsman eingesetzt wurde.

### Das Ende derLightning
Als die Lightning als Sicherung der Truppentransporter am 12. März 1943 wieder in Bône eintraf, lief sie am Spätnachmittag wieder aus, um an einem Vorstoß der Force Q teilzunehmen. Zusammen mit der Loyal und den Kreuzern Aurora and Sirius wollte die Gruppe einen erwarteten deutschen Konvoi aus Sizilien abfangen. Eine gute Stunde nach dem Auslaufen wurde der Zerstörer von einer deutschen Torpedobomber-Staffel angegriffen. Lightning konnte einen der Angreifer abschießen und wurde selbst nicht getroffen. Auf ihrer Position am Flügel des gebildeten Suchstreifens wurde sie dann nach 22 Uhr vom Torpedo eines deutschen Schnellboots im Vorschiff getroffen, das zum Teil abriss. Die fast zum Stillstand gekommene Lightning erhielt noch einen zweiten Treffer, als ein Torpedo von S 55 sie mittschiffs traf, der den Kiel des Zerstörers brach und sie endgültig zerstörte. Sie sank jetzt schnell auf der Position 37.53N 09.50E nördlich von Bizerta. Die Deutschen nahmen einen der Schiffbrüchigen gefangen und traten den Rückzug an. Die zu spät zur Unterstützung eintreffende Loyal konnte noch 181 Überlebende retten, von denen einige schwer verletzt waren. Von den 227 Mann an Bord verloren 45 ihr Leben.
Der Verlust der Lightning wurde am 7. April 1943 bekanntgegeben. Die nachträgliche Untersuchung ergab, dass die Besatzung durch die schnell aufeinander folgenden Einsätze nur bedingt einsatzbereit war. Auch waren die Sensoren des Schiffs bei der Torpedierung weitgehend nicht in Betrieb gewesen. Der gerettete Teil der Besatzung wurde auf verschiedene Einheiten verteilt. Bei der Force Q wurde die Lightning durch den polnischen Zerstörer Blyskawica ersetzt, dessen Namen die gleiche Bedeutung -> „Blitz“ hatte.